# Damarus bellesi
Damarus bellesi is een keversoort uit de familie klopkevers (Ptinidae). De wetenschappelijke naam van de soort werd in 1995 gepubliceerd door Borowski.